# Domenico di Michelino
Domenico di Michelino, italijanski slikar, * 1417, † 1491.
Učil se je pri Fra Angelicu. Ustvarjal je predvsem biblične motive.